# Julien Vercauteren
Julien Vercauteren (12 januari 1993) is een Belgisch voetballer. Hij speelde als buitenspeler of middenvelder onder meer bij KVC Westerlo, OGC Nice en Lierse SK. Zijn laatste club was KSC Lokeren-Temse in het seizoen 2022-2023

## Carrière

### Lierse SK
Hij kreeg zijn jeugdopleiding bij Lierse SK, hier zou hij in het seizoen 2012/2013 ook debuteren in het eerste elftal in de uitwedstrijd tegen Standard Luik. Hij zou in dat seizoen 8 wedstrijden spelen en 1 goal maken in de gewonnen wedstrijd tegen KV Kortrijk. In zijn tweede seizoen speelde hij 18 wedstrijden en scoorde hij 1 goal, deze maakte hij in de gewonnen wedstrijd tegen RAEC Mons. Ook in de bekerwedstrijd tegen tweedeklasser Lommel United scoorde hij.

### OGC Nice
In de zomer van 2014 werd bekend dat hij de overstap maakte naar de Franse eersteklasser OGC Nice. Vercauteren tekende een contract van 4 jaar. Bij Nice moest hij zijn landgenoot Christian Brüls opvolgen. Hij maakte zijn officieel debuut voor de club in de wedstrijd tegen FC Lorient. Zijn tweede wedstrijd was tegen Girondins Bordeaux, hij mocht hier voor de eerste keer starten en gaf meteen een assist voor Alexy Bosetti.
Tijdens de winterstop in het seizoen 2015/2016 werd hij door Nice uitgeleend tot het einde van het seizoen aan KVC Westerlo, dat toen laatste stond in de Belgische Eerste klasse. Dit als vervanger voor de geblesseerde  Nils Schouterden.
Bij zijn debuut op 16 januari 2016 voor KVC Westerlo maakte Vercauteren meteen een wereldgoal. Nadat hij slechts enkele minuten op het veld stond tegen KV Mechelen schonk hij zijn club met die goal de overwinning in de slotfase. Nadien kreeg hij echter nog maar weinig kansen van trainer Bob Peeters.
Tijdens het seizoen 2022-2023 organiseerde de Pro League samen met rechtenhouder Eleven Sports de 'Ultimate Goal', het mooiste doelpunt uit de Belgische voetbalgeschiedenis. Een panel experten van Eleven maakte een selectie van de vijf mooiste goals ooit van elke club uit de Pro League. Daarna kozen de fans het meest iconische doelpunt van hun club. In april 2023 werd Vercauterens treffer tegen KV Mechelen uit 2016 verkozen tot mooiste goal ooit van KVC Westerlo. In de totaalranking eindigde Julien op plaats 9.

### Union Sint-Gillis
Na in begin 2017 zijn contract bij Nice ontbonden te hebben, speelde hij enkele maanden bij RNK Split. Daarna tekende hij in juni van 2017 een eenjarig contract bij Union Sint-Gillis met een optie op een bijkomend seizoen.
Vercauteren speelde een sterk eerste seizoen bij Union in de Proximus League of de Eerste klasse B waarin hij acht goals en zes assists liet optekenen. Op 19 augustus 2017 scoorde hij twee opvallende goals in de 3-0 thuiszege van Union tegen het pas gedegradeerde KVC Westerlo. Het eerste doelpunt van die match werd na de heenronde ook door de eigen supporters bekroond.
De aanvaller zag zich beloond door de club en tekende begin juni 2018 een nieuwe overeenkomst voor één seizoen met optie op een bijkomend seizoen.
Het tweede seizoen, onder de nieuwe trainer Luka Elsner, verliep echter moeizamer voor Vercauteren en uiteindelijk viel hij volledig uit de gratie.

### KSC Lokeren-Temse
In het seizoen 2022-2023 maakte Vercauteren een transfervrije overgang naar fusieclub KSC Lokeren-Temse in de Tweede Afdeling. Daar liep hij midden augustus 2022 in de kijker tijdens de bekermatch thuis tegen RAEC Mons. Hij scoorde een fantastische goal even voorbij de middellijn door, na de bal tweemaal te hebben opgewipt, de keeper te lobben.

## Clubstatistieken
| Seizoen | Club              | Land               | Competitie         | Competitie | Competitie | Beker | Beker | Internationaal | Internationaal | Totaal | Totaal |
| Seizoen | Club              | Land               | Competitie         | Wed.       | Dlp.       | Wed.  | Dlp.  | Wed.           | Dlp.           | Wed.   | Dlp.   |
| ------- | ----------------- | ------------------ | ------------------ | ---------- | ---------- | ----- | ----- | -------------- | -------------- | ------ | ------ |
| 2012/13 | Lierse SK         | Vlag van België    | Jupiler Pro League | 8          | 1          | 0     | 0     | —              | —              | 8      | 1      |
| 2013/14 | Lierse SK         | Vlag van België    | Jupiler Pro League | 19         | 1          | 1     | 1     | —              | —              | 20     | 2      |
| 2014/15 | OGC Nice          | Vlag van Frankrijk | Ligue 1            | 9          | 0          | 1     | 0     | —              | —              | 10     | 0      |
| 2015/16 | OGC Nice          | Vlag van Frankrijk | Ligue 1            | 0          | 0          | 0     | 0     | —              | —              | 0      | 0      |
| 2015/16 | → KVC Westerlo    | Vlag van België    | Jupiler Pro League | 3          | 1          | 0     | 0     | —              | —              | 3      | 1      |
| 2016/17 | OGC Nice          | Vlag van Frankrijk | Ligue 1            | 0          | 0          | 0     | 0     | 0              | 0              | 0      | 0      |
| 2016/17 | RNK Split         | Vlag van Kroatië   | 1. HNL             | 0          | 0          | 1     | 0     | —              | —              | 1      | 0      |
| 2017/18 | Union Sint-Gillis | Vlag van België    | Proximus League    | 28         | 7          | 2     | 1     | —              | —              | 30     | 8      |
| 2018/19 | Union Sint-Gillis | Vlag van België    | Proximus League    | 7          | 0          | 3     | 1     | —              | —              | 10     | 1      |
| 2018/19 | Excelsior Virton  | Vlag van België    | Eerste amateurs    | 15         | 3          | 0     | 0     | —              | —              | 15     | 3      |
| Totaal  | Totaal            | Totaal             | Totaal             | 89         | 13         | 8     | 3     | 0              | 0              | 97     | 16     |

## Trivia
- Hij is verre familie van Frank Vercauteren, dit maakte hij zelf bekend na zijn debuutwedstrijd tegen Standard Luik.